# ويليام سميث (سياسي أمريكي مواليد 1728)
ويليام سميث (بالإنجليزية: William Smith) هو سياسي أمريكي، ولد في 12 أبريل 1728 في مقاطعة لانكستر في الولايات المتحدة، وتوفي في 27 مارس 1814 في بالتيمور في الولايات المتحدة. نشط حزبياً في Anti-Administration party ‏. وقد انتخب عضو مجلس النواب الأمريكي.